# I liga polska w hokeju na lodzie (1981/1982)
27. sezon I ligi polskiej w hokeju na lodzie rozegrany został na przełomie 1981 i 1982 roku. 
Był to 46 sezon rozgrywek o Mistrzostwo Polski w hokeju na lodzie. W czerwcu władze PZHL zdecydowały o reorganizacji rozgrywek, w związku z czym liczba uczestników I ligi została zwiększona z 8 do 10, a tym samym awans do ekstraklasy uzyskały trzy drużyny sezonu II ligi 1980/1981.
Sezon rozpoczęto pod koniec września 1981. Po przerwie na przełomie grudnia 1981 i stycznia 1982 (w Polsce wprowadzono stan wojenny) rozgrywki zostały wznowione zaległymi meczami 26 stycznia 1982, a pełna kolejna została rozegrana 6 lutego 1982
Mistrzem Polski został zespół Zagłębia Sosnowiec, zapewniając sobie tytuł na kilka kolejek przed zakończeniem sezonu. Był to trzeci tytuł mistrzowski w historii klubu.
Nagrodę „Złotego Kija” za sezon otrzymał Wiesław Jobczyk (Zagłębie Sosnowiec).

## Tabela
| Lp. | Zespół              | M  | Pkt | W  | R | P  | G+  | G−  | +/−  |
| --- | ------------------- | -- | --- | -- | - | -- | --- | --- | ---- |
| 1   | Zagłębie Sosnowiec  | 36 | 63  | 30 | 3 | 3  | 237 | 88  | +149 |
| 2   | Podhale Nowy Targ   | 36 | 54  | 26 | 2 | 8  | 222 | 102 | +120 |
| 3   | Naprzód Janów       | 36 | 42  | 22 | 7 | 7  | 172 | 104 | +68  |
| 4   | Polonia Bytom       | 36 | 39  | 18 | 3 | 15 | 138 | 129 | +9   |
| 5   | ŁKS Łódź            | 36 | 33  | 15 | 3 | 18 | 111 | 154 | -43  |
| 6   | GKS Katowice        | 36 | 29  | 11 | 7 | 18 | 121 | 138 | -17  |
| 7   | Piast Tychy         | 36 | 28  | 12 | 4 | 20 | 167 | 192 | -25  |
| 8   | Baildon Katowice    | 36 | 26  | 11 | 4 | 21 | 135 | 215 | -80  |
| 9   | Budowlani Bydgoszcz | 36 | 25  | 10 | 5 | 21 | 117 | 153 | -36  |
| 10  | Cracovia            | 36 | 12  | 5  | 2 | 29 | 107 | 252 | -145 |